# Wrong Road Again
«Wrong Road Again» es una canción escrita por Allen Reynolds y grabada por la cantante estadounidense de country Crystal Gayle. Fue lanzada en septiembre de 1974 como el primer sencillo de su álbum Crystal Gayle.

## Versión de Marianne Faithfull
Marianne Faithfull grabó su propia versión de «Wrong Road Again» para su álbum de estilo country Dreamin' My Dreams, junto a la banda de rock The Grease Band y bajo la producción de Derek Wadsworth. La canción fue lanzada como lado B de su sencillo «All I Wanna Do in Life» en 1976.

### Recepción
En Irlanda, en donde «Wrong Road Again» se publicó como el segundo sencillo de Faithfull de su álbum Dreamin' My Dreams, la canción ingresó el 2 de junio de 1976 al top 30 de sus listas, en la que competía con la versión retitulada como «Down the Wrong Road Again» del cantante irlandés de folk y country Brendan Shine. El 30 de junio pasó al top 20 de dicha lista por tres semanas, en donde alcanzó el número 10 superando la versión de Shine.